# Copa de la Japan Soccer League
La Copa de la Japan Soccer League (Copa JSL) fou la competició de copa de la lliga original del Japó per a clubs de la Japan Soccer League. L'actual Copa J. League és la competició hereva. Es disputà per primer cop el 1973, però no es disputà anualment fins al 1976.

## Historial
| Any  | Campió                        | Resultat | Finalista                 |
| ---- | ----------------------------- | -------- | ------------------------- |
| 1973 | Towa Real Estate (compartit)  | 1-1      | Yanmar Diesel (compartit) |
| 1976 | Hitachi                       | 1-0      | Eidai Industries          |
| 1977 | Furukawa Electric             | 4-0      | Yanmar Diesel             |
| 1978 | Mitsubishi Motors             | 2-1      | Fujita Industries         |
| 1979 | Yomiuri SC                    | 3-2      | Furukawa Electric         |
| 1980 | Nippon Kokan                  | 3-1      | Hitachi                   |
| 1981 | Mitsubishi Motors (compartit) | 4-4      | Toshiba (compartit)       |
| 1982 | Furukawa Electric             | 3-2      | Yanmar Diesel             |
| 1983 | Yanmar Diesel                 | 1-0      | Nissan Motors             |
| 1984 | Yanmar Diesel                 | 3-0      | Toshiba                   |
| 1985 | Yomiuri SC                    | 2-0      | Nissan Motors             |
| 1986 | Furukawa Electric             | 4-0      | Nissan Motors             |
| 1987 | Nippon Kokan                  | 3-0      | Sumitomo                  |
| 1988 | Nissan Motors                 | 3-0      | Toshiba                   |
| 1989 | Nissan Motors                 | 1-0      | Yamaha Motors             |
| 1990 | Nissan Motors                 | 3-1      | Furukawa Electric         |
| 1991 | Yomiuri SC                    | 4-3      | Honda Giken               |